# 새로운 딸
《새로운 딸》(영어: The New Daughter)은 미국에서 제작된 루이스 베르데호 감독의 2009년 공포 영화이다. 케빈 코스트너 등이 출연하였고, 폴 브룩스 등이 제작에 참여하였다. 존 코널리의 동명 단편 소설이 원작이다.

## 줄거리
이혼한 소설가 존은 십대 딸 루이자와 어린 아들 샘을 데리고 사우스캐롤라이나주 시골로 이사한다. 첫날 밤 인간과 유사한 형태의 괴물이 창밖에서 루이자를 염탐한다.
루이자와 샘은 근처 숲에서 분구묘를 발견한다. 샘은 가까이 가길 거부하지만 루이자는 관심을 보인다.
루이자는 몽유병을 앓는가 하면 갑자기 짐승처럼 밥을 먹는다. 루이자의 침실에서 발견된 짚으로 삼은 인형 안에선 살아있는 거미가 나온다.
존은 집 전주인 세라 웨인이 딸 에밀리를 방에 가둔 뒤 실종됐다는 걸 알게 된다. 존은 현재 에밀리와 산다는 할아버지 로저 웨인을 찾아간다. 존은 에밀리의 방에서 나뭇가지와 짚으로 만들어진 기묘한 둥지, 그리고 아래에 "집"이라고 적힌 원주민 분구묘 묘사화를 발견한다. 로저 웨인은 자신이 에밀리를 집과 함께 태웠고, 그건 더이상 자신의 손녀가 아니었다고 말한다. 그 사이 샘을 돌보던 베이비시터 앰워스 부인은 담배를 피러 집 밖에 잠깐 나왔다가 괴물에게 공격 당해 죽는다.
존은 루이자가 괴물로 변하며 자신이 존의 새로운 딸이라고 선언하는 꿈을 꾼다. 곧 존은 루이자의 옷장에서 로저의 집에서 본 것과 같은 양식의 둥우리를 발견한다.
전문가인 에번 화이트 교수는 고대 사회에선 분구묘를 고대신 "무덤 위를 걷는 자들"(mound-walkers)의 집으로 여겼다고 설명한다. 남신 무덤 위를 걷는 자들이 젊은 여성 짝을 찾아 관계를 가져 새로운 세대의 여신 무리가 도래하면 이들이 대지를 되돌려 받게 된다는 전설이 있다는 것이다. 존은 남신들과 여자애들 사이엔 짚 인형과 같은 선물을 교환하는 의식이 있다는 얘기에 놀라 모든 사태의 근원처럼 여겨지는 분구묘를 급히 불도저로 밀어버리는데...

## 출연
- 케빈 코스트너 - 존 제임스 역
- 이바나 바케로 - 루이자 제임스 역
- 개틀린 그리피스 - 샘 제임스 역
- 서맨사 매시스 - 커샌드라 파커, 샘의 담임 교사 역
- 노아 테일러 - 에번 화이트 교수 역
- 마거릿 앤 플로렌스 - 알렉시스 더넬라, 조교 역
- 제임스 개먼 - 로저 웨인 역
- 에릭 팰러디노 - 라우리 경관 역
- 샌드라 엘리스 - 앰워스 부인 역

## 기타 제작진
- 공동 제작: 가이 더넬라, 브래드 케슬, 돈 커트
- 배역: 이디 벌래스코
- 미술: 크리스 슈라이버
- 세트: 척 포터
- 의상: 데이나 캠벨